# Qualifications du tournoi masculin de handball aux Jeux olympiques d'été de 2016
Les qualifications du tournoi masculin de handball aux Jeux olympiques d'été de 2016 ont eu lieu entre janvier 2015 et avril 2016 et ont permis de déterminer les douze équipes nationales masculines qualifiées pour la compétition.

## Bilan
| Compétition                                       | Date                           | Lieu                | Places    | Qualifiés           |
| ------------------------------------------------- | ------------------------------ | ------------------- | --------- | ------------------- |
| Pays organisateur                                 | 2 octobre 2009                 | -                   | 1         | Brésil              |
| Championnats du monde 2015                        | 15 janvier au 1er février 2015 | Qatar               | 1         | France              |
| Jeux panaméricains 2015                           | 16 au 25 juillet 2015          | Canada              | 1         | Argentine           |
| Tournoi asiatique de qualification olympique 2015 | 9 au 20 novembre 2015          | Qatar               | 1         | Qatar               |
| Championnats d'Europe 2016                        | 17 au 31 janvier 2016          | Pologne             | 1         | Allemagne           |
| Championnat d'Afrique des nations 2016            | 21 au 30 janvier 2016          | Égypte              | 1         | Égypte              |
| Tournoi mondial 1 de qualification olympique 2016 | 6 au 10 avril 2016             | Gdańsk ( Pologne)   | 2         | Pologne et Tunisie  |
| Tournoi mondial 2 de qualification olympique 2016 | 6 au 10 avril 2016             | Malmö ( Suède)      | 2         | Slovénie et Suède   |
| Tournoi mondial 3 de qualification olympique 2016 | 6 au 10 avril 2016             | Herning ( Danemark) | 2         | Danemark et Croatie |
| TOTAL                                             | TOTAL                          | TOTAL               | 12 places | 12 places           |

## Légende
- Équipe directement qualifiée pour les Jeux olympiques via cette compétition.
- Équipe directement qualifiée via une autre compétition.
- Équipe qualifiée pour les tournois de qualifications olympiques.
- Équipe qualifiée pour les tournois de qualifications olympiques via une autre compétition.

## Championnat du monde 2015
Le vainqueur est directement qualifié pour les Jeux olympiques de 2016 tandis que les équipes classées de la 2e à la 7e place obtiennent le droit de participer à l'un des tournois de qualifications olympiques.
| Rang                       | Équipe    | TQO  |
| -------------------------- | --------- | ---- |
| Médaille d'or, monde       | France    | -    |
| Médaille d'argent, monde   | Qatar     | Asie |
| Médaille de bronze, monde  | Pologne   | QM1  |
| 4e                         | Espagne   | QM2  |
| 5e                         | Danemark  | QM3  |
| 6e                         | Croatie   | QM4  |
| 7e                         | Allemagne | Eu   |
| 8e                         | Slovénie  | QM5  |
| 9e                         | Macédoine | QM6  |
| 10e à 24e : non qualifiées |           |      |

La France est directement qualifiée pour les Jeux olympiques. Le Qatar, vice-champion du monde, s'étant qualifié via le tournoi asiatique de qualification, la Slovénie, 8e du championnat du monde, récupère une place pour le tournoi de qualifications olympiques. Du fait de la victoire de l'Allemagne au championnat d'Europe 2016, la Macédoine, 9e, est repêchée.
Du fait de la victoire de la France et de la 2e place du Qatar, l'Europe et l'Asie sont les deux premiers continents et obtiennent deux places aux tournois de qualifications olympiques via les qualifications continentales. En revanche, les Amériques (12e place de l'Argentine) et l'Afrique (14e place de l'Égypte) sont donc classés comme respectivement le troisième et le quatrième continent et n'obtiennent qu'une place aux TQO :
| Rang | Continent | Compétition de qualification                 | TQO       |
| ---- | --------- | -------------------------------------------- | --------- |
| 1    | Europe    | Championnat d'Europe 2016                    | QC1 + QC5 |
| 2    | Asie      | Tournoi asiatique de qualification olympique | QC2 + QC6 |
| 3    | Amériques | Jeux panaméricains 2015                      | QC3       |
| 4    | Afrique   | Championnat d'Afrique des nations 2016       | QC4       |

## Qualifications continentales

### Jeux panaméricains 2015
Le vainqueur est directement qualifié pour les Jeux olympiques de 2016 tandis que l'équipe classée à la 2e place obtient le droit de participer à des tournois de qualifications olympiques.
| Rang                         | Équipe    | TQO  |
| ---------------------------- | --------- | ---- |
| Médaille d'or, Amérique      | Brésil    | Hôte |
| Médaille d'argent, Amérique  | Argentine | -    |
| Médaille de bronze, Amérique | Chili     | QC3  |
| 4e à 8e : non qualifiées     |           |      |

Le Brésil étant directement qualifié en tant que pays hôte, l'Argentine obtient sa qualification directe tandis que le Chili participera à l'un des trois tournois de qualification olympique.

### Tournoi asiatique de qualification olympique
À l'issue d'un tour préliminaire où les onze équipes sont réparties dans deux poules, les deux premières équipes sont qualifiées pour des demi-finales. Le vainqueur de la finale est directement qualifié pour les Jeux olympiques de 2016 tandis que les équipes classées aux 2e et 3e places obtiennent le droit de participer aux tournois de qualifications olympiques.
Tour préliminaire (groupe A)
|   | Équipe       | Pts | J | G | N | P | Bp  | Bc  | Diff |
| - | ------------ | --- | - | - | - | - | --- | --- | ---- |
| 1 | Bahreïn      | 8   | 4 | 4 | 0 | 0 | 142 | 81  | 61   |
| 2 | Corée du Sud | 6   | 4 | 3 | 0 | 1 | 124 | 90  | 34   |
| 3 | Irak         | 4   | 4 | 2 | 0 | 2 | 103 | 105 | -2   |
| 4 | Chine        | 2   | 4 | 1 | 0 | 3 | 101 | 135 | -34  |
| 5 | Australie    | 0   | 4 | 0 | 0 | 4 | 70  | 129 | -59  |

Tour préliminaire (groupe B)
|   | Équipe          | Pts | J | G | N | P | Bp  | Bc  | Diff |
| - | --------------- | --- | - | - | - | - | --- | --- | ---- |
| 1 | Qatar           | 10  | 5 | 5 | 0 | 0 | 177 | 88  | 89   |
| 2 | Iran            | 8   | 5 | 4 | 0 | 1 | 150 | 132 | 18   |
| 3 | Japon           | 6   | 5 | 3 | 0 | 2 | 150 | 128 | 22   |
| 4 | Arabie saoudite | 4   | 5 | 2 | 0 | 3 | 126 | 135 | -9   |
| 5 | Oman            | 2   | 5 | 1 | 0 | 4 | 140 | 167 | -27  |
| 6 | Ouzbékistan     | 0   | 5 | 0 | 0 | 5 | 101 | 194 | -93  |

Phase finale
|  | Demi-finales     | Demi-finales     |                        |    | Finale           | Finale           |
|  | Demi-finales     | Demi-finales     |                        |    | Finale           | Finale           |
|  |                  |                  |                        |    |                  |                  |
|  | 25 novembre 2015 | 25 novembre 2015 |                        |    | 27 novembre 2015 | 27 novembre 2015 |
|  | 25 novembre 2015 | 25 novembre 2015 |                        |    | 27 novembre 2015 | 27 novembre 2015 |
|  | Bahreïn          | 30               |                        |    | 27 novembre 2015 | 27 novembre 2015 |
|  | Bahreïn          | 30               |                        |    | 27 novembre 2015 | 27 novembre 2015 |
|  | Iran             | 35               |                        |    | 27 novembre 2015 | 27 novembre 2015 |
|  | Iran             | 35               | Iran                   | 19 |                  |                  |
|  | 25 novembre 2015 |                  | Iran                   | 19 |                  |                  |
|  |                  | Qatar            | 28                     |    |                  |                  |
|  | Qatar            | Qatar            | 28                     | 30 |                  |                  |
|  | Qatar            |                  |                        | 30 |                  |                  |
|  | Corée du Sud     | 26               |                        |    |                  |                  |
|  | Corée du Sud     | 26               | Match pour la 3e place |    |                  |                  |
|  |                  |                  |                        |    |                  |                  |
|  | 27 novembre 2015 |                  |                        |    |                  |                  |
|  |                  |                  |                        |    |                  |                  |
|  | Bahreïn          | 34               |                        |    |                  |                  |
|  | Bahreïn          | 34               |                        |    |                  |                  |
|  | Corée du Sud     | 21               |                        |    |                  |                  |
|  | Corée du Sud     | 21               |                        |    |                  |                  |

Bilan
| Rang                      | Équipe  | TQO |
| ------------------------- | ------- | --- |
| Médaille d'or, Asie       | Qatar   | -   |
| Médaille d'argent, Asie   | Iran    | QC2 |
| Médaille de bronze, Asie  | Bahreïn | QC6 |
| 4e à 11e : non qualifiées |         |     |

Le Qatar, vainqueur de ce tournoi asiatique, est directement qualifié pour les Jeux olympiques tandis que l'Iran et le Bahreïn obtiennent le droit de participer aux tournois de qualifications olympiques.

### Championnat d'Europe 2016
Le vainqueur est directement qualifié pour les Jeux olympiques de 2016 tandis que les équipes classées aux 2e et 3e places obtiennent le droit de participer à l'un des tournois de qualifications olympiques.
| Rang                       | Équipe    | TQO |
| -------------------------- | --------- | --- |
| Médaille d'or, Europe      | Allemagne | -   |
| Médaille d'argent, Europe  | Espagne   | QM2 |
| Médaille de bronze, Europe | Croatie   | QM4 |
| 4e                         | Norvège   | QC1 |
| 5e                         | France    | CM  |
| 6e                         | Danemark  | QM3 |
| 7e                         | Pologne   | QM1 |
| 8e                         | Suède     | QC5 |
| 9e à 16e : non qualifiées  |           |     |

L'Allemagne, championne d'Europe, est directement qualifiée pour les Jeux olympiques. L'Espagne, la Croatie, le Danemark et la Pologne étant déjà qualifiés pour les tournois de qualifications olympiques grâce à leurs classements au championnat du monde 2015 et la France étant directement qualifiée en tant que champion du monde, ce sont la Norvège et la Suède, respectivement 4e et 8e, qui obtiennent les deux places qualificatives aux tournois de qualifications olympiques.

### Championnat d'Afrique des nations 2016
Le vainqueur est directement qualifié pour les Jeux olympiques de 2016 tandis que l'équipe classée à la 2e place obtient le droit de participer à l'un des tournois de qualifications olympiques.
| Rang                       | Équipe  | TQO |
| -------------------------- | ------- | --- |
| Médaille d'or, Afrique     | Égypte  | -   |
| Médaille d'argent, Afrique | Tunisie | QC4 |
| 3e à 12e : non qualifiées  |         |     |

L’Égypte est donc directement qualifié pour les Jeux olympiques tandis que la Tunisie devra passer par un tournoi de qualification.

## Tournois mondiaux de qualification olympique
Sont qualifiées pour les tournois mondiaux de qualification olympique :
- six équipes en fonction de leur classement au championnat du monde 2015 (QM1 à QM6)
- six équipes issues des qualifications continentales (QC1 à QC6).

Ces équipes sont réparties comme suit :
| Tournoi mondial 1                                               | Tournoi mondial 2                                           | Tournoi mondial 3                                                |
| --------------------------------------------------------------- | ----------------------------------------------------------- | ---------------------------------------------------------------- |
| - QM1 : Pologne - QM6 : Macédoine - QC3 : Chili - QC4 : Tunisie | - QM2 : Espagne - QM5 : Slovénie - QC2 : Iran - QC5 : Suède | - QM3 : Danemark - QM4 : Croatie - QC1 : Norvège - QC6 : Bahreïn |

Légende
- Équipe qualifiée pour les Jeux olympiques.
- Équipe éliminée.

Ces tournois mondiaux ont eu lieu du 7 au 10 avril 2016. Les pays-hôtes de ces tournois ont été désignés début février 2016 : Pologne, Suède et Danemark. Seules les deux premières équipes de chaque tournoi sont qualifiées pour les Jeux olympiques.
Dès la deuxième journée, les deux équipes qualifiées sont connues dans le tournoi 1 : la Pologne et la Tunisie. Grâce à ses victoires face au Chili puis face à la Macédoine, la Tunisie est ainsi la seule équipe non européenne qui parvient à se qualifier.
Dans le tournoi 2, l'Iran ne fait pas le poids face à la Slovénie, la Suède et l'Espagne qui se sont livrés une rude bataille pour décrocher les deux tickets. Au cours de leur premier match, les Espagnols semblent maîtriser la rencontre (19-14, 38e minute) mais ne marque plus qu'à deux reprises ensuite et laisse la victoire à la Slovénie (21-24). Du fait de la défaite des mêmes Slovènes face à la Suède (23-24), l'Espagne doit non seulement gagner, mais aussi soigner sa différence de but face à la Suède.. Les deux équipes sont au coude à coude avant que l'Espagne ne creuse l'écart à 4 buts (24-10, 57e minute puis 25-21, 58e minute), synonyme de qualification. Mais c'est la Suède qui marque les deux derniers buts du match : la Slovénie termine alors première, tandis qu'entre la Suède et l'Espagne, c'est le nombre de buts marqués par les Suédois qui leur permettent d'obtenir la seconde place qualificative. Vice-championne d'Europe 2 mois plus tôt, l'Espagne n'ira donc pas à Rio.
Considéré comme le plus relevé,,, le tournoi 3 n'a pas vu la Norvège, nation montante du handball mondial, parvenir à renverser la hiérarchie aux dépens du Danemark et de la Croatie qui décrochent leurs qualifications, le Bahreïn n'ayant pas pu rivaliser face à leurs homologues européens.

### Tournoi mondial 1
Ce tournoi s'est déroulé à Gdańsk en Pologne :
|   | Équipe      | Pts | J | G | N | P | Bp | Bc  | Diff |
| - | ----------- | --- | - | - | - | - | -- | --- | ---- |
| 1 | Pologne (H) | 6   | 3 | 3 | 0 | 0 | 88 | 71  | 17   |
| 2 | Tunisie     | 4   | 3 | 2 | 0 | 1 | 91 | 83  | 8    |
| 3 | Macédoine   | 2   | 3 | 1 | 0 | 2 | 76 | 84  | -8   |
| 4 | Chili       | 0   | 3 | 0 | 0 | 3 | 83 | 100 | -17  |

(H) : pays hôte
tous les horaires sont en UTC+2.
| 8 avril 2016 18 h | Chili              | 29 – 35   | Tunisie              | Ergo Arena, Gdańsk / Sopot Affluence : 2 000 Arbitrage : Kolahdouzan, Mousavian |
| 8 avril 2016 18 h | Rodrigo Salinas 11 | (12 – 17) | Oussama Boughanmi 11 | Ergo Arena, Gdańsk / Sopot Affluence : 2 000 Arbitrage : Kolahdouzan, Mousavian |
| 8 avril 2016 18 h | ×4 ×6 ×1           | Rapport   | ×2 ×8                | Ergo Arena, Gdańsk / Sopot Affluence : 2 000 Arbitrage : Kolahdouzan, Mousavian |

| 8 avril 2016 20 h 30 | Pologne          | 25 – 20  | Macédoine       | Ergo Arena, Gdańsk / Sopot Affluence : 10 000 Arbitrage : Pálsson, Eliasson |
| 8 avril 2016 20 h 30 | Karol Bielecki 7 | (13 – 9) | Kiril Lazarov 8 | Ergo Arena, Gdańsk / Sopot Affluence : 10 000 Arbitrage : Pálsson, Eliasson |
| 8 avril 2016 20 h 30 | ×3 ×4            | Rapport  | ×4 ×5           | Ergo Arena, Gdańsk / Sopot Affluence : 10 000 Arbitrage : Pálsson, Eliasson |

| 9 avril 2016 18 h 30 | Macédoine       | 26 – 32   | Tunisie             | Ergo Arena, Gdańsk / Sopot Affluence : 4 500 Arbitrage : Hansen, Gjeding |
| 9 avril 2016 18 h 30 | Kiril Lazarov 8 | (10 – 17) | Oussama Boughanmi 7 | Ergo Arena, Gdańsk / Sopot Affluence : 4 500 Arbitrage : Hansen, Gjeding |
| 9 avril 2016 18 h 30 | ×3 ×6           | Rapport   | ×2 ×8               | Ergo Arena, Gdańsk / Sopot Affluence : 4 500 Arbitrage : Hansen, Gjeding |

| 9 avril 2016 20 h 30 | Pologne         | 35 – 27   | Chili                | Ergo Arena, Gdańsk / Sopot Affluence : 9 500 Arbitrage : Pálsson, Eliasson |
| 9 avril 2016 20 h 30 | Daszek, Szyba 5 | (19 – 13) | Feuchtmann, Maurin 6 | Ergo Arena, Gdańsk / Sopot Affluence : 9 500 Arbitrage : Pálsson, Eliasson |
| 9 avril 2016 20 h 30 | ×3 ×7           | Rapport   | ×3 ×9                | Ergo Arena, Gdańsk / Sopot Affluence : 9 500 Arbitrage : Pálsson, Eliasson |

| 10 avril 2016 18 h | Macédoine         | 30 – 27   | Chili               | Ergo Arena, Gdańsk / Sopot Affluence : 2 500 Arbitrage : Hansen, Gjeding |
| 10 avril 2016 18 h | Nikola Kosteski 6 | (17 – 14) | Erwin Feuchtmann 10 | Ergo Arena, Gdańsk / Sopot Affluence : 2 500 Arbitrage : Hansen, Gjeding |
| 10 avril 2016 18 h | ×3 ×5             | Rapport   | ×3 ×7               | Ergo Arena, Gdańsk / Sopot Affluence : 2 500 Arbitrage : Hansen, Gjeding |

| 10 avril 2016 20 h 30 | Tunisie         | 24 – 28   | Pologne          | Ergo Arena, Gdańsk / Sopot Affluence : 6 500 Arbitrage : Kolahdouzan, Mousavian |
| 10 avril 2016 20 h 30 | Amine Bannour 5 | (13 – 15) | Karol Bielecki 7 | Ergo Arena, Gdańsk / Sopot Affluence : 6 500 Arbitrage : Kolahdouzan, Mousavian |
| 10 avril 2016 20 h 30 | ×4 ×5           | Rapport   | ×3 ×6            | Ergo Arena, Gdańsk / Sopot Affluence : 6 500 Arbitrage : Kolahdouzan, Mousavian |

### Tournoi mondial 2
Ce tournoi s'est déroulé à Malmö en Suède :
|   | Équipe    | Pts | J | G | N | P | Bp | Bc  | Diff | Dép         |
| - | --------- | --- | - | - | - | - | -- | --- | ---- | ----------- |
| 1 | Slovénie  | 4   | 3 | 2 | 0 | 1 | 80 | 62  | 18   | +2          |
| 2 | Suède (H) | 4   | 3 | 2 | 0 | 1 | 81 | 67  | 14   | -1, 47 buts |
| 3 | Espagne   | 4   | 3 | 2 | 0 | 1 | 83 | 70  | 13   | -1, 46 buts |
| 4 | Iran      | 0   | 3 | 0 | 0 | 3 | 59 | 104 | -45  | -           |

(H) : pays hôte
La Slovénie, la Suède et l'Espagne étant à égalité de points, le classement de ces équipes est déterminé selon les différences de buts particulières entre ces trois équipes. Avec une différence de buts de +2 (47-45), la Slovénie termine ainsi première, tandis qu'entre la Suède et l'Espagne, toutes deux avec une différence de buts de -1 (47-48 et 46-47 respectivement), c'est le nombre de buts marqués par la Suède (47 contre 46 pour l'Espagne) qui lui permet d'obtenir la seconde place qualificative.
tous les horaires sont en UTC+2.
| 8 avril 2016 17h00 | Espagne         | 21 – 24   | Slovénie       | Malmö Arena, Malmö Affluence : 2 264 Arbitrage : Horáček, Novotný |
| 8 avril 2016 17h00 | Valero Rivera 6 | (16 – 12) | Jure Dolenec 6 | Malmö Arena, Malmö Affluence : 2 264 Arbitrage : Horáček, Novotný |
| 8 avril 2016 17h00 | ×3 ×4           | Rapport   | ×3 ×7          | Malmö Arena, Malmö Affluence : 2 264 Arbitrage : Horáček, Novotný |

| 8 avril 2016 19h15 | Iran             | 19 – 34  | Suède           | Malmö Arena, Malmö Affluence : 4 328 Arbitrage : Nachevski, Nikolov |
| 8 avril 2016 19h15 | Shahoo Nosrati 4 | (9 – 16) | trois joueurs 6 | Malmö Arena, Malmö Affluence : 4 328 Arbitrage : Nachevski, Nikolov |
| 8 avril 2016 19h15 | ×3               | Rapport  | ×3 ×1           | Malmö Arena, Malmö Affluence : 4 328 Arbitrage : Nachevski, Nikolov |

| 9 avril 2016 16h15 | Espagne           | 37 – 23   | Iran                 | Malmö Arena, Malmö Affluence : 4 288 Arbitrage : Menezes, Pinto |
| 9 avril 2016 16h15 | Cristian Ugalde 9 | (18 – 12) | Pouya Norouzinejad 6 | Malmö Arena, Malmö Affluence : 4 288 Arbitrage : Menezes, Pinto |
| 9 avril 2016 16h15 | ×4                | Rapport   | ×3                   | Malmö Arena, Malmö Affluence : 4 288 Arbitrage : Menezes, Pinto |

| 9 avril 2016 18h30 | Slovénie        | 23 – 24  | Suède                        | Malmö Arena, Malmö Affluence : 8 653 Arbitrage : Horáček, Novotný |
| 9 avril 2016 18h30 | Vid Kavtičnik 8 | (9 – 12) | Gottfridsson, K. Andersson 5 | Malmö Arena, Malmö Affluence : 8 653 Arbitrage : Horáček, Novotný |
| 9 avril 2016 18h30 | ×4 ×5           | Rapport  | ×4 ×5                        | Malmö Arena, Malmö Affluence : 8 653 Arbitrage : Horáček, Novotný |

| 10 avril 2016 16h30 | Suède           | 23 – 25   | Espagne         | Malmö Arena, Malmö Affluence : 8 253 Arbitrage : Nachevski, Nikolov |
| 10 avril 2016 16h30 | Lukas Nilsson 6 | (11 – 12) | Valero Rivera 9 | Malmö Arena, Malmö Affluence : 8 253 Arbitrage : Nachevski, Nikolov |
| 10 avril 2016 16h30 | ×3 ×6           | Rapport   | ×4              | Malmö Arena, Malmö Affluence : 8 253 Arbitrage : Nachevski, Nikolov |

| 10 avril 2016 18h45 | Slovénie        | 33 – 17  | Iran                 | Malmö Arena, Malmö Affluence : 655 Arbitrage : Menezes, Pinto |
| 10 avril 2016 18h45 | Gašper Marguč 8 | (17 – 8) | Pouya Norouzinejad 4 | Malmö Arena, Malmö Affluence : 655 Arbitrage : Menezes, Pinto |
| 10 avril 2016 18h45 | ×3              | Rapport  | ×2                   | Malmö Arena, Malmö Affluence : 655 Arbitrage : Menezes, Pinto |

### Tournoi mondial 3
Ce tournoi s'est déroulé à Herning au Danemark :
|   | Équipe       | Pts | J | G | N | P | Bp | Bc | Diff |
| - | ------------ | --- | - | - | - | - | -- | -- | ---- |
| 1 | Danemark (H) | 5   | 3 | 2 | 1 | 0 | 79 | 73 | 6    |
| 2 | Croatie      | 4   | 3 | 2 | 0 | 1 | 84 | 71 | 13   |
| 3 | Norvège      | 3   | 3 | 1 | 1 | 1 | 81 | 81 | 0    |
| 4 | Bahreïn      | 0   | 3 | 0 | 0 | 3 | 75 | 94 | -19  |

(H) : pays hôte
Tous les horaires sont en UTC+2.
| 8 avril 2016 18h00 | Norvège              | 35 – 29   | Bahreïn             | Jyske Bank Boxen, Herning Affluence : 8 700 Arbitrage : Rashed, El-Sayed |
| 8 avril 2016 18h00 | Kristian Bjørnsen 10 | (16 – 15) | Mohamed Al-Maqabi 6 | Jyske Bank Boxen, Herning Affluence : 8 700 Arbitrage : Rashed, El-Sayed |
| 8 avril 2016 18h00 | ×3 ×2                | Rapport   | ×3 ×1               | Jyske Bank Boxen, Herning Affluence : 8 700 Arbitrage : Rashed, El-Sayed |

| 8 avril 2016 20h30 | Danemark        | 28 – 24  | Croatie         | Jyske Bank Boxen, Herning Affluence : 12 000 Arbitrage : López, Ramírez |
| 8 avril 2016 20h30 | Mikkel Hansen 8 | (11 – 9) | Manuel Štrlek 7 | Jyske Bank Boxen, Herning Affluence : 12 000 Arbitrage : López, Ramírez |
| 8 avril 2016 20h30 | ×3              | Rapport  | ×4 ×3           | Jyske Bank Boxen, Herning Affluence : 12 000 Arbitrage : López, Ramírez |

| 9 avril 2016 18h00 | Croatie         | 33 – 22   | Bahreïn           | Jyske Bank Boxen, Herning Affluence : 4 000 Arbitrage : Rashed, El-Sayed |
| 9 avril 2016 18h00 | Manuel Štrlek 8 | (14 – 14) | Hasan Al-Fardan 5 | Jyske Bank Boxen, Herning Affluence : 4 000 Arbitrage : Rashed, El-Sayed |
| 9 avril 2016 18h00 | ×3 ×6           | Rapport   | ×3 ×2             | Jyske Bank Boxen, Herning Affluence : 4 000 Arbitrage : Rashed, El-Sayed |

| 9 avril 2016 20h30 | Danemark        | 25 – 25   | Norvège         | Jyske Bank Boxen, Herning Affluence : 12 000 Arbitrage : Ștefan, Stark |
| 9 avril 2016 20h30 | Mikkel Hansen 5 | (12 – 13) | trois joueurs 5 | Jyske Bank Boxen, Herning Affluence : 12 000 Arbitrage : Ștefan, Stark |
| 9 avril 2016 20h30 | ×3              | Rapport   | ×4 ×3           | Jyske Bank Boxen, Herning Affluence : 12 000 Arbitrage : Ștefan, Stark |

| 10 avril 2016 18h00 | Croatie           | 27 – 21  | Norvège         | Jyske Bank Boxen, Herning Affluence : 4 000 Arbitrage : López, Ramírez |
| 10 avril 2016 18h00 | Domagoj Duvnjak 6 | (14 – 7) | Magnus Jøndal 6 | Jyske Bank Boxen, Herning Affluence : 4 000 Arbitrage : López, Ramírez |
| 10 avril 2016 18h00 | ×2 ×4             | Rapport  | ×3 ×5           | Jyske Bank Boxen, Herning Affluence : 4 000 Arbitrage : López, Ramírez |

| 10 avril 2016 20h30 | Bahreïn             | 24 – 26   | Danemark          | Jyske Bank Boxen, Herning Affluence : 5 500 Arbitrage : Ștefan, Stark |
| 10 avril 2016 20h30 | Al-Salatna, Habib 4 | (12 – 12) | Mortensen, Svan 5 | Jyske Bank Boxen, Herning Affluence : 5 500 Arbitrage : Ștefan, Stark |
| 10 avril 2016 20h30 | ×2 ×6               | Rapport   | ×2 ×3             | Jyske Bank Boxen, Herning Affluence : 5 500 Arbitrage : Ștefan, Stark |